# Westonia
Westonia is een plaats in de regio Wheatbelt in West-Australië. De hoofdstraat van het dorp werd volledig in de bouwstijl van de jaren 1920 gerestaureerd.

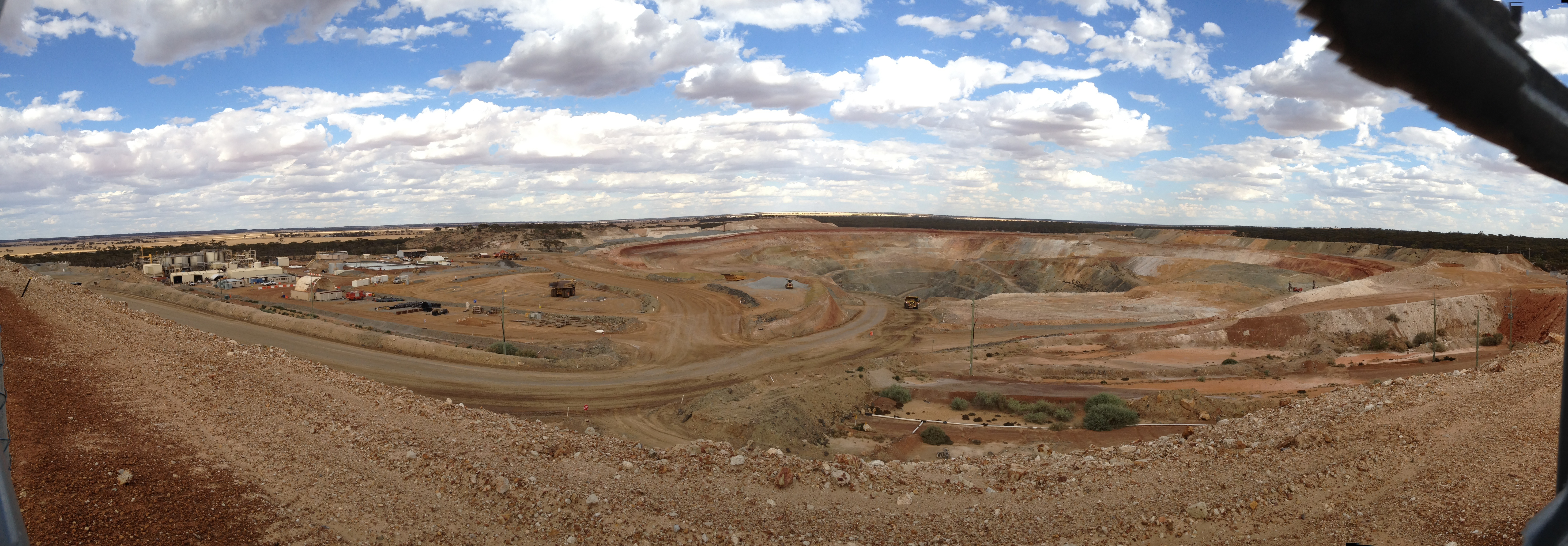
'Edna May Gold Mine'

## Geschiedenis
Ten tijde van de Europese kolonisatie leefden de Kalamaia Aborigines in de streek.
A.D. Weston, een sandelhoutsnijder, ontdekte in 1910 nabij de 'Bodallin Soak' goud. In 1913 werden er enkele kavels opgemeten. Tegen 1914 woonden er 550 mensen. In 1915 werd een schooltje geopend. Er waren toen twee goudmijnen actief in de streek.
Tegen 1917 woonden er meer dan 2.000 mensen in het plaatsje. Er werd dat jaar een postkantoor geopend dat tot 1948 in bedrijf zou blijven. In 1918 opende een gemeenschapszaal, ter herdenking aan de inwoners van Westonia die in de Eerste Wereldoorlog hadden gestreden, de 'Westonia Hall'. Dat jaar opende ook een ziekenhuis. Het kreeg onmiddellijk een toevloed aan patiënten vanwege de Spaanse griep en zou tot in de jaren 1960 open blijven. Nog in 1918 werd de 'St Lukes Anglican Church' gewijd. Het kerkje was twee jaar eerder voor spoorwegarbeiders in Naretha rechtgetrokken en met een tussenstop in Kalgoorlie naar Westonia verhuisd.
In 1919 sloten de plaatselijke goudmijnen vanwege de lage goudprijs en verlieten vele inwoners de streek. Westonia werd pas in 1926 officieel gesticht en naar A.D. Weston vernoemd. In de jaren 1930 ontwikkelde de landbouw zich in de streek. Van 1935 tot 1948 heropende de Edna May-goudmijn. Ook tussen 1985 en 1991 was de goudmijn actief.

## Beschrijving
Westonia is het administratieve en dienstencentrum van het lokale bestuursgebied (LGA) Shire of Westonia, een landbouwdistrict. Sinds 2010 is de 'Edna May Gold Mine' er terug actief.
In 2021 telde Westonia 129 inwoners tegenover 216 in 2006.
Westonia heeft een 'Community Resource Centre', een bibliotheek, een zwembad en verscheidene andere sportfaciliteiten. Elke week komt een verpleegster langs in de 'Doctor's Surgery room'. De Royal Flying Doctor Service komen om de zes weken langs.

## Toerisme
In de kantoren van de Shire of Westonia kan men informatie bekomen over onder meer onderstaande bezienswaardigheden:
- het Wolfram Street Facades-project, een project dat het hele dorp van aanzien deed veranderen doordat het volledig in de bouwstijl van de jaren 1920 werd gerestaureerd
- het Hood-Penn Museum, een modern streekmuseum
- Boodalin Soak, de kwel waar Charles Cooke Hunt een waterput ontwikkelde en A.D. Weston goud vond
- Sandford Rocks Nature Reserve, een van de nabijgelegen natuurreservaten waarbinnen men granieten ontsluitingen in verschillende vormen kan aantreffen
- de Woodlands and Wildflowers Heritage Walk Trail, een 4 kilometer lange wandeling door de natuur rondom Westonia
- de Edna May Gold Mine Lookout, een uitkijkpunt met panoramisch uitzicht over de 'Edna May'-dagbouwmijn en haar omgeving.

## Transport
Westonia wordt door de Carrabin-Westonia Road met de Great Eastern Highway verbonden. Het ligt 314 kilometer ten oostnoordoosten van de West-Australische hoofdstad Perth, 77 kilometer ten westen van Southern Cross en 52 kilometer ten oostnoordoosten van Merredin.
Net ten zuiden van Westonia ligt een startbaan: Westonia Airport (ICAO: YWSX).

## Klimaat
Westonia kent een koud steppeklimaat, BSk volgens de klimaatclassificatie van Köppen. De gemiddelde jaarlijkse temperatuur bedraagt 17,7 °C en de gemiddelde jaarlijkse neerslag ligt rond 320 mm.
Aldersyde · Amery · Ardath · Arthur River · Baandee · Babakin · Badgingarra · Badjaling · Bailup · Bakers Hill · Balkuling · Ballaying · Ballidu · Beacon · Beenong · Beermullah · Bejoording · Belka · Bencubbin · Bendering · Benjaberring · Beverley · Bilbarin · Bindi Bindi · Bindoon · Bodallin · Bolgart · Bonnie Rock · Boolading · Booraan · Brookton · Bruce Rock · Bullaring · Bullfinch · Bulyee · Bungulla · Buntine · Burakin · Burracoppin · Cadoux · Calingiri · Campion · Caraban · Carrabin · Cataby · Cervantes · Chandler · Chittering · Clackline · Cold Harbour · Congelin · Coomberdale · Copley · Corrigin · Cowcowing · Crossman · Cuballing · Culbin · Cunderdin · Dalwallinu · Dandaragan · Dangin · Darkan · Dattening · Dongolocking · Doodlakine · Dowerin · Dudinin · Dumbleyung · Duranillin · Dwarda · Ejanding · Elabbin · Erikin · Gabbin · Gingin · Goomalling ·  Grass Valley · Greenhills · Guilderton · Gwambygine · Harrismith · Highbury · Hines Hill · Holt Rock · Hyden · Jelcobine · Jennacubbine · Jennapullin · Jitarning · Jurien Bay · Kalannie · Karlgarin · Kellerberrin · Kondinin · Kondut · Koojan · Koolyanobbing · Koorda · Korbel · Korrelocking · Kukerin · Kulin · Kulja · Kulyaling · Kunjin · Kununoppin · Kweda · Kwelkan · Kwolyin · Lancelin · Lake Brown · Lake Grace · Lake King · Ledge Point · Manmanning · Marvel Loch · Meckering · Meenaar · Merredin · Miling · Minnivale · Mogumber · Mokine · Moodiarrup · Mooliabeenee · Moora · Moorine Rock · Moorumbine · Moulyinning · Mount Hardey · Mount Kokeby · Mount Walker · Muchea · Mukinbudin · Muntadgin · Nalya · Nangeenan · Narembeen · Narrogin · New Norcia · Newdegate · Nilgen · Nokaning · North Bannister · Northam · Nukarni · Nungarin · Pantapin · Piawaning · Piesseville · Pingaring · Pingelly · Pithara · Popanyinning · Quairading · Quindanning · Regans Ford · Seabird · Shackleton · Southern Cross · Spencers Brook · Tammin · Tincurrin · Toodyay · Trayning · Varley · Wagin · Walebing · Walgoolan · Wandering · Wannamal · Watheroo · Welbungin · West Dale · West Toodyay · Westonia · Wialki · Wickepin · Wilbinga · Williams · Wongan Hills · Woodridge · Wubin · Wundowie · Wyalkatchem · Yealering · Yelbeni · Yellowdine · Yilliminning · Yerecoin · York · Yorkrakine · Yornaning · Yoting · Youndegin